# Lyman Lemnitzer
Lyman Louis Lemnitzer, född 29 augusti 1899 i Honesdale, Pennsylvania, död 12 november 1988 i Washington, D.C., var en amerikansk armégeneral. 
Han var USA:s försvarschef 1960-1962, och tjänstgjorde därefter som SACEUR/CINCEUR från 1963 till 1969.
Som försvarschef undertecknade han utkastet till Operation Northwoods.
Lemnitzers grav finns på Arlingtonkyrkogården.